# Gardner (månekrater)
Gardner er et lille nedslagskrater på Månen. Det befinder sig i den nordøstlige del af Månens forside og er opkaldt efter den amerikanske læge Irvine C. Gardner (1889 – 1972).
Navnet blev officielt tildelt af den Internationale Astronomiske Union (IAU) i 1976.
Før det blev omdøbt af IAU, hed dette krater "Vitruvius A.

## Omgivelser
Gardnerkrateret ligger stik øst for Vitruviuskrateret, i en egn med ujævnt terræn nord for Mare Tranquillitatis. Nordøst for Gardner findes det større Maraldikrater.

## Karakteristika
Dette er et cirkulært krater med skrånende indre kratervægge og en kraterbund, som omfatter omkring halvdelen af den samlede kraterdiameter. I dennes sydlige halvdel findes en let forhøjning, som når næsten hen til væggen. Krateret er ikke eroderet af betydning, og den ydre rand står forholdsvis skarpt og velafgrænset.

## Måneatlas
- Billeder af Gardnerkrateret i LPI-måneatlasset
- USGS-kort